# Mars Exploration Rover

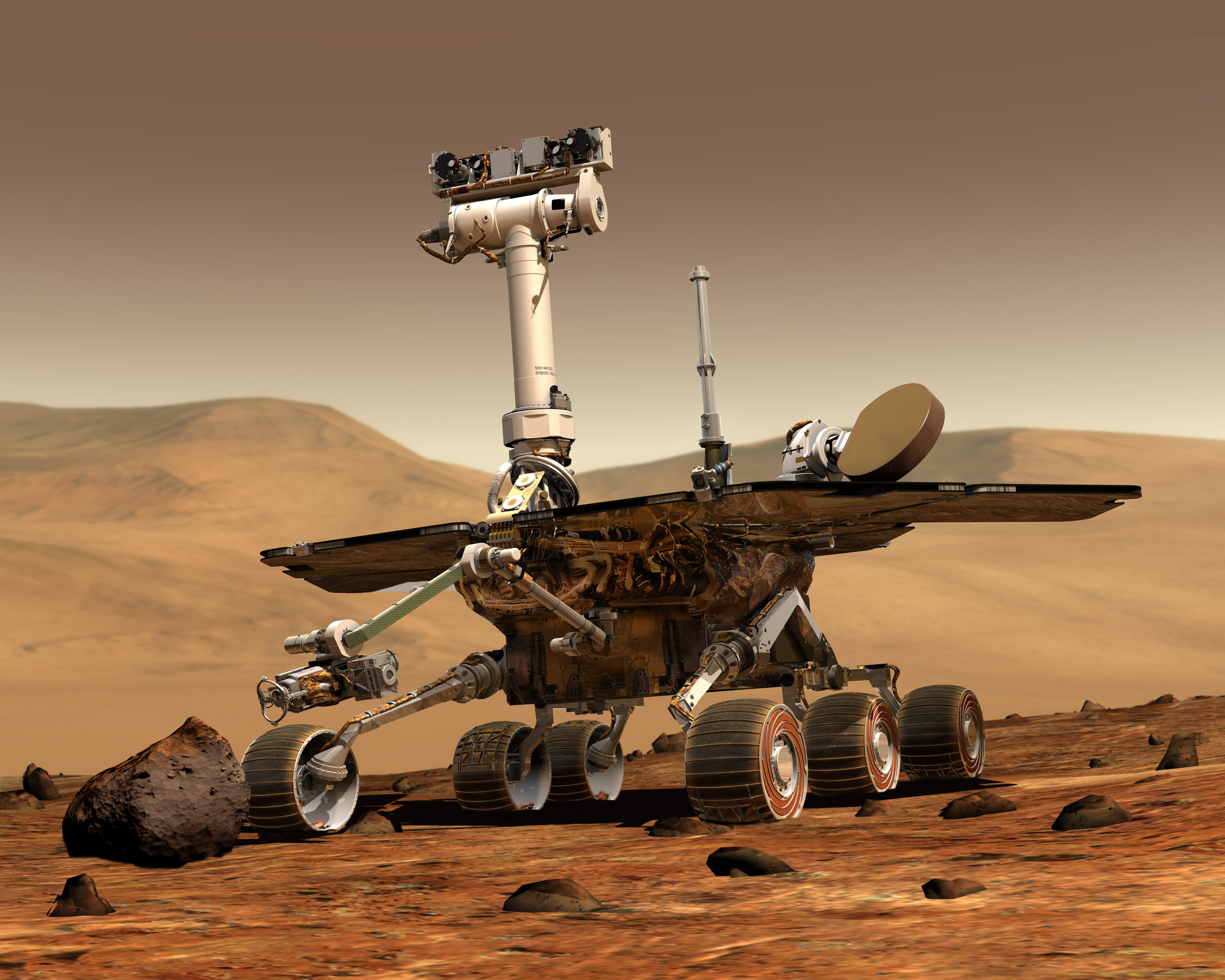
Rappresentazione artistica dei rover su Marte

La Mars Exploration Rover è stata una missione di esplorazione di Marte, dove sono stati impiegati due rover identici chiamati Spirit e Opportunity. 
Il lancio è avvenuto nel 2003 e i rover sono giunti su Marte nel gennaio del 2004, in due diversi punti del pianeta. Entrambi hanno superato di gran lunga la loro operatività prevista di 90 sol: Spirit è rimasto operativo fino al 22 marzo 2010, mentre Opportunity fino al 10 giugno 2018.

## Sviluppo
Il costo totale della missione, per i primi 90 sol della missione primaria, è stato di 820 milioni di dollari. Entrambi i rover hanno esteso la missione per cinque volte, continuando ad operare fino alla fine del 2009, quando è stata dichiarata la fine della missione.
Il primo maggio 2009, il rover Spirit è rimasto bloccato in una zona di terreno sabbioso. Dopo nove mesi di tentativi per muovere il rover, il 26 gennaio 2010 la NASA ha annunciato che la missione di Spirit era stata modificata e il rover sarebbe diventato una piattaforma scientifica stazionaria. 
Il 22 marzo sono stati persi i contatti e i tentativi di ristabilirlo sono proseguiti fino al 25 maggio 2011, data in cui la missione del rover Spirit è stata dichiarata conclusa.
Dal 24 gennaio 2014 la NASA ha annunciato che la missione del rover Opportunity, che era ancora operativo, e il più recente rover Curiosity sarebbe diventata la ricerca di evidenze di vita nel passato del pianeta, tra cui una biosfera formata da microrganismi autotrofi, chemiotrofi e/o chemiolitotrofi, e alla presenza di acqua, tra cui regioni che ospitavano antichi fiumi o laghi.
Il rover Opportunity ha continuato l'esplorazione all'interno del cratere Endeavour.

### Obiettivi
Gli obiettivi scientifici della missione erano la ricerca e la caratterizzazione del terreno e delle rocce che potessero contenere indizi sulla passata presenza d'acqua su Marte. La missione faceva parte del programma Mars Exploration Program della NASA, che comprendeva i lander del Programma Viking nel 1976 e il rover Mars Pathfinder del 1997. 
Tra gli altri obiettivi della missione:
- determinare la distribuzione e la composizione di minerali, rocce e del terreno nei pressi del sito di atterraggio
- determinare i processi geologici marziani che hanno modificato il terreno e influenzato la sua chimica. Tali processi includono l'erosione idrica o del vento, la sedimentazione, meccanismi idrotermici, vulcanismo e la craterizzazione.
- validare le osservazioni della superficie da parte della strumentazione del Mars Reconnaissance Orbiter, per valutare l'accuratezza e l'efficacia dei suoi strumenti.
- ricercare minerali contenenti ferro, e identificare e quantificare i minerali che possono esser formati con l'acqua
- caratterizzare la mineralogia delle rocce e dei terreni e determinare i processi della loro creazione
- ricercare indizi geologici relativi alle condizioni ambientali presenti quando nel passato era presente acqua allo stato liquido
- valutare se tali condizioni ambientali erano favorevoli alla vita

## Caratteristiche tecniche
Ogni sonda era costituita da diversi componenti:
- Rover: (185 kg)
- Lander: (348 kg)
- Backshell / Paracadute: (209 kg)
- Scudo termico: (78 kg)
- Stadio di trasferimento: (193 kg)
- Propellente: (50 kg)
- Strumentazione: (5 kg)

La massa totale di ogni sonda era di 1063 kg.

### Stadio di trasferimento

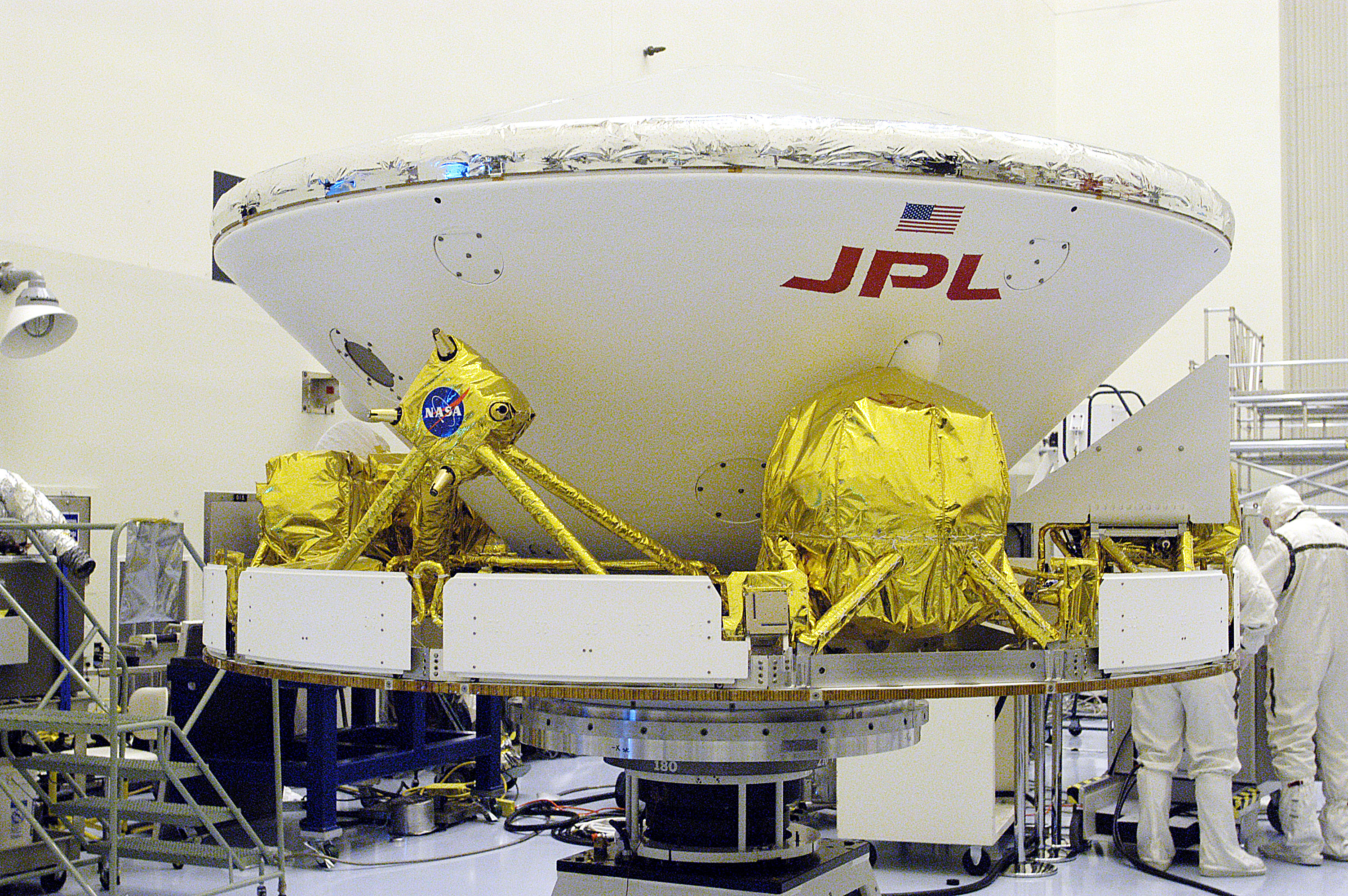
Stadio di trasferimento del rover Opportunity

Lo stadio di trasferimento era il componente della sonda impiegato per raggiungere Marte. Era molto simile a quello del Mars Pathfinder, con un diametro di 2,65 m e una altezza di 1,6 m, conteneva il veicolo per l'ingresso atmosferico.
La struttura primaria era in alluminio con un anello esterno coperto da pannelli solari, di circa 2,65 m di diametro. I pannelli solari erano divisi in cinque sezioni e fornivano una potenza di circa 600 W nei pressi della Terra e 300 W su Marte.
Il riscaldamento della sonda e il suo isolamento termico multistrato mantenevano l'elettronica alla giusta temperatura. Un sistema con gas freon trasferiva il calore in eccesso dal computer di volo e dall'hardware del sistema di comunicazione per evitare il surriscaldamento. Il computer di volo era interfacciato con i sistemi avionici dello stadio, come il sensore solare, il sensore stellare e il sistema di controllo della temperatura.

#### Navigazione
Il sensore stellare (star scanner) e il sensore solare permettevano alla navetta di conoscere il proprio orientamento nello spazio, ottenuto analizzando la posizione del Sole e delle altre stelle. Poiché era possibile che, nonostante i sistemi di navigazione, la navetta si trovasse leggermente fuori rotta, erano stati pianificati controlli e correzioni manuali.
Queste correzioni erano permesse da propulsori di manovra alimentati ad idrazina, contenuta in due serbatoi di alluminio. I tecnici potevano quindi comandare l'accensione dei propulsori per effettuare tre tipi di manovre:
- in direzione dell'asse per variare la velocità della sonda
- in direzione laterale usando due gruppi di propulsori (quattro propulsori per gruppo)
- con impulsi da due propulsori accoppiati

#### Comunicazioni
Le comunicazioni con il controllo missione avvenivano in banda X, che richiede minore potenza e una antenna più piccola rispetto alle navette precedenti, che comunicavano in banda S.
I comandi da Terra giungevano attraverso due antenne nella fase di trasferimento verso Marte: una antenna a basso guadagno omnidirezionale inserita nell'anello interno e impiegata quando la sonda si trovata vicino alla Terra, e una a medio guadagno situata nell'anello esterno.
Durante il viaggio, la sonda era stabilizzata con l'uso di giroscopi con una rotazione di 2 rivoluzioni per minuto. Il controllo di assetto manteneva l'antenna a medio guadagno puntata in direzione della Terra e i pannelli solari orientati verso il sole.

### Aeroshell

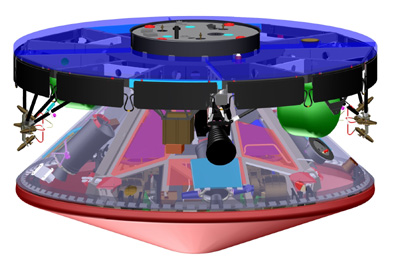
Struttura dello stadio di trasferimento

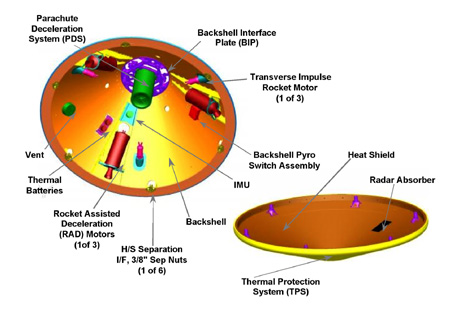
Diagramma dell'aeroshell

Assieme al lander e al rover, l'aeroshell costituiva il veicolo di ingresso atmosferico. Lo scopo principale era di proteggere il lander e il rover al suo interno dall'intenso calore generato nella fase di ingresso. Era progettato in modo simile a quelli impiegati per il Mars Pathfinder e per le sonde Viking.
L'aeroshell era costituito da due componenti: uno scudo termico e una backshell. Lo scudo termico era piatto, di colore marroncino e proteggeva il lander e il rover durante l'ingresso nell'atmosfera marziana, oltre a fungere da aerofreno. La backshell era più grande, a forma di cono e dipinta di bianco. Conteneva vari componenti, tra cui:
- un paracadute (nella parte inferiore della backshell)
- i componenti elettronici e le batterie che attivavano i dispositivi pirotecnici come i bulloni e i razzi
- una piattaforma di misurazione inerziale che monitorava e forniva dati alla backshell sulla posizione e orientamento del velivolo
- tre motori a propellente solido chiamati RAD (Rocked Assisted Descent - Discesa assistita da razzi), in grado di generare 10 kN di spinta ciascuno per 60 secondi.
- tre motori a propellente solido più piccoli chiamati TIRS, e orientati orizzontalmente rispetto alla backshell con lo scopo di stabilizzarla durante l'accensione dei propulsori RAD.

Costruita dalla Lockheed Martin, l'aeroshell aveva una struttura a nido d'ape di alluminio inserita tra due fogli di resina epossidica e grafite (pannello a sandwich). La parte esterna era formata da uno strato di fenoli a nido d'ape e riempito con un materiale ablativo che proteggeva dal calore le parti interne.
Il materiale ablativo era una mescola di sughero, un agente legante e piccole sfere di silice, inventato per gli scudi termici delle missioni Viking. Una tecnologia simile è stata impiegata anche nei programmi Mercury, Gemini e Apollo. Il materiale era stato formulato specificamente per reagire chimicamente con l'atmosfera marziana. 
Lo stesso materiale ablativo era utilizzato anche nello scudo termico, ma in uno strato più spesso, di 12,7 mm. Invece di essere verniciato, la backshell era ricoperta di una pellicola in PET per essere protetta dal freddo dello spazio. Questa pellicola poi veniva vaporizzata dal calore dell'ingresso atmosferico.

### Paracadute
Il paracadute permetteva la riduzione della velocità della sonda nella fase di discesa, ed era contenuto nella backshell.
Anch'esso derivato dalle esperienze delle missioni precedenti era il 40% più grande di quello impiegato con il Pathfinder. Il carico (la forza che viene esercitata sul paracadute quando è gonfiato) era stimato a circa 80-85 kN.
Il paracadute, costruito dalla Pioneer Aerospace era fatto di poliestere e nylon, due tessuti resistenti e leggeri, ed era connesso alla backshell con triple briglie in kevlar. A causa dello spazio ristretto, il paracadute era stato compresso e impacchettato nel suo alloggio. Inoltre, prima di essere stato posizionato nella backshell, era stato sterilizzato.
Dopo il dispiegamento del paracadute ad una altezza di 10 km, il sistema sganciava lo scudo termico e separava la backshell dal lander, che restava "appeso" ad essa tramite cavi metallici.

### Airbag

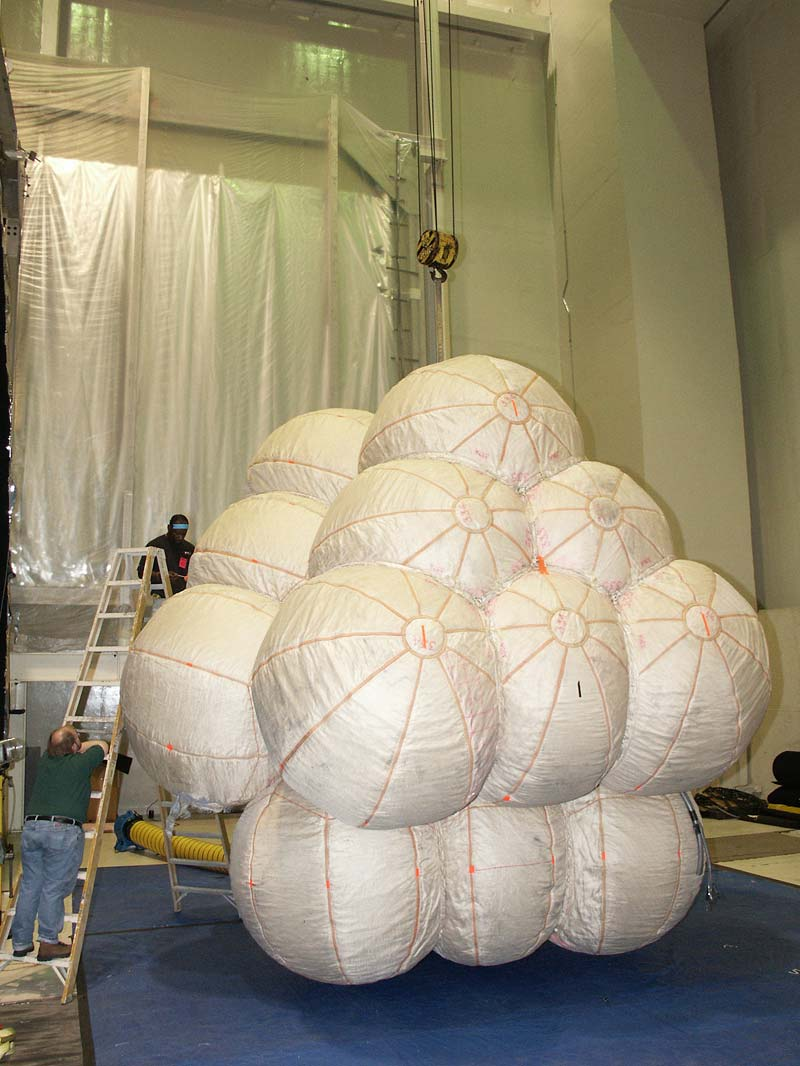
Gli airbag che circondano il lander, durante i test a terra

Gli airbag erano organizzati in quattro gruppi da sei balloni, fatti in vectran, lo stesso materiale impiegato nella missione Mars Pathfinder. Il loro scopo era di proteggere il lander e il rover dall'impatto con il suolo marziano nella fase di atterraggio, ed erano progettati per sostenere impatti a velocità fino a 100 km/h.
Dopo il gonfiaggio degli airbag, la backshell attivava i sistema di razzi, che rallentava ulteriormente la discesa della sonda fino ad azzerarne la velocità ad una altezza di 10–15 m dal suolo. L'altezza era misurata con un radioaltimetro. Giunta all'altezza corretta il lander e il rover al suo interno, venivano sganciati sulla superficie.

### Lander

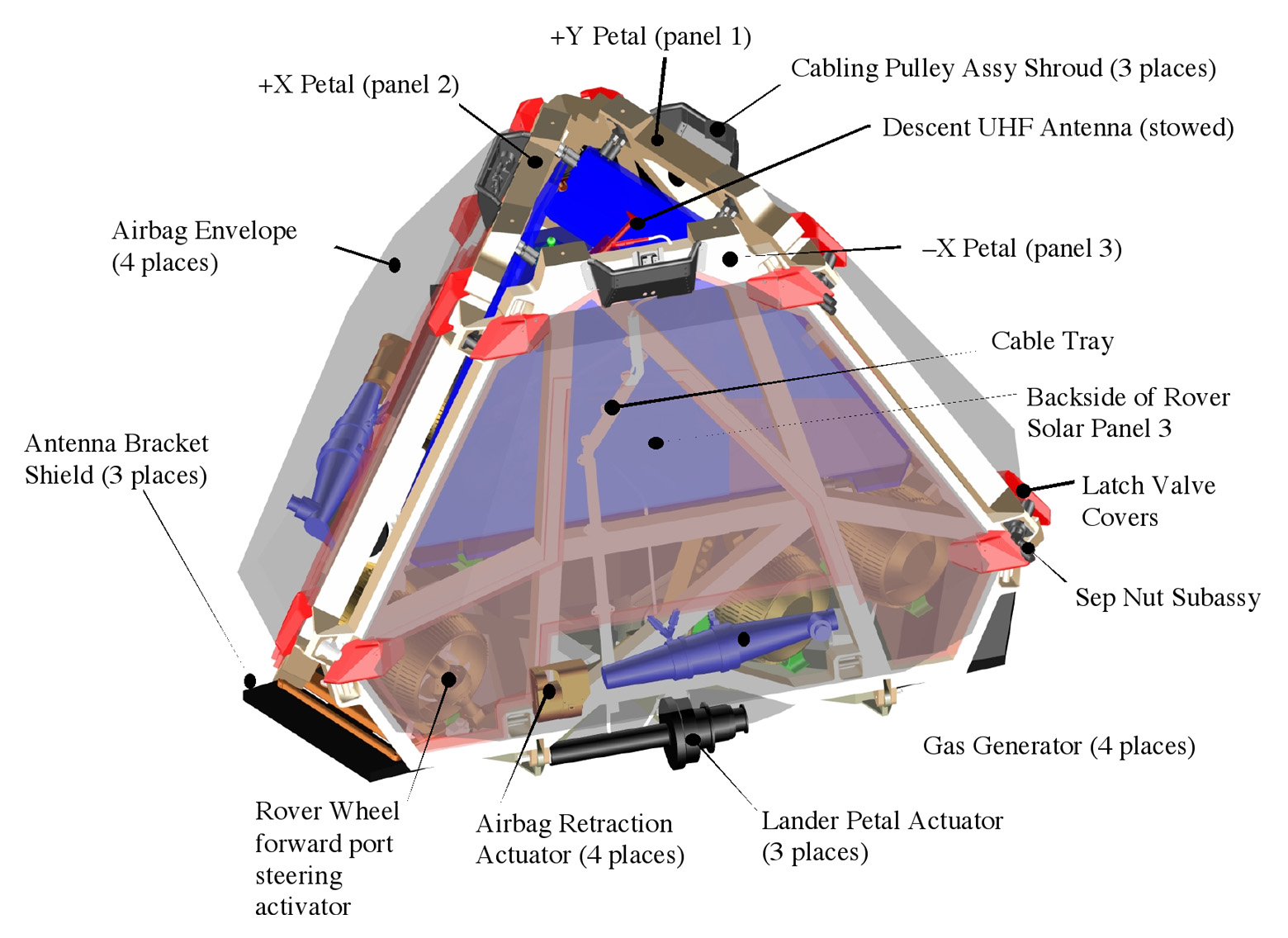
Struttura tetraedrica del lander

Il lander era un guscio protettivo che ospitava il rover e lo proteggeva, assieme agli airbag, dall'impatto con il suolo. Di forma tetraedrica, era progettato per aprirsi dopo lo sgonfiaggio automatico degli airbag. Il rover era assicurato al lander tramite bulloni esplosivi.
Una volta che il lander e il rover al suo interno avevano terminato di rimbalzare e rotolare sulla superficie marziana, gli airbag venivano lentamente sgonfiati. Il lander era a conoscenza dell'orientamento in cui si trovava rispetto al suolo tramite degli accelerometri e in base ad esso apriva un lato del tetraedro in modo da essere orientarsi correttamente. Successivamente venivano aperti tutti gli altri lati.
Dopo l'apertura completa del lander, un meccanismo trascinava lentamente gli airbag sotto al lander, in modo da non creare intralcio all'uscita del rover. La fase di apertura del lander e retrazione degli airbag durava tre ore.

### Rover
I rover Spirit e Opportunity erano gemelli, con sei ruote e alimentati con pannelli solari. La loro altezza era di 1,5 m, larghi 2,3 m e lunghi 1,6 m, e pesavano 180 kg. Ogni ruota possedeva un motore, e il sistema di sospensioni rocker-bogie permetteva di migliorare la mobilità e superare incliunazioni fino a 30 gradi. La coppia di ruote anteriori e posteriori potevano sterzare. La velocità massima era di 5 cm/s, anche se in media i rover si muovevano ad un sesto di tale velocità.
I pannelli solari erano in grado di generare circa 140 W durante le 14 ore di insolazione del giorno marziano (sol), e le batterie ricaricabili agli ioni di litio fornivano l'energia durante la notte.
Il computer di bordo utilizzava una CPU IBM RAD6000 con clock di 20 MHz, 128 MB di DRAM, 3 MB di memoria EEPROM e 256 MB di memoria flash.
La temperatura operativa dei rover era compresa tra −40 °C e 40 °C, mantenuta tramite dei riscaldatori a radioisotopi affiancati da riscaldatori elettrici. L'isolamento termico era fornito da una pellicola rivestita d'oro e uno strato di aerogel di silice.
Le comunicazioni avvenivano tramite una antenna omnidirezionale a basso guadagno e va bassa velocità e una antenna ad alto guadagno orientabile. Entrambe le antenne erano in contatto diretto con la Terra, ma l'antenna a bassa guadagno è stata utilizzata per trasmettere i dati alle sonde in orbita.

## Strumenti ed esperimenti scientifici
Gli strumenti scientifici comprendevano:
- Camere panoramiche Cancam: due camere con filtri colorati per riprendere la struttura del terreno
- Camere di navigazione Navcam: due camere con campo visivo più ampio ma minore risoluzione e monocromatiche per la navigazione e la guida dei rover
- il Miniature Thermal Emission Spectrometer (Mini-TES), uno spettrografo infrarosso

Sul corpo del rover erano installate quattro camere monocromatiche per l'evitamento di ostacoli (Hazcam), due nella parte frontale e due nella parte posteriore.
L'instrument deployment device (IDD), chiamato anche braccio robotico conteneva i seguenti strumenti:
- lo spettrometro Mössbauer chiamato MIMOS II e sviluppato nell'università di Mainz, era impiegato per le analisi mineralogiche delle rocce e terreni contenenti ferro[16][17].
- l'Alpha Particle X-Ray Spectrometer, sviluppato dal Max Planck Institute for Chemistry, era utilizzato per l'analisi degli elementi presenti nelle rocce e nel suolo[18].
- magneti, per raccogliere particelle magnetizzate di polvere, sviluppati dal Niels Bohr Institute di Copenaghen e analizzate dallo spettrometro di Mossbauser e dallo spettrometro a raggi X per misurare il rapporto tra particelle magnetiche e non magnetiche e la composizione dei minerali magnetici nella polvere atmosferica e nelle rocce che erano polverizzate dal Rock Abrasion Tool.
- il microscopio, in grado di riprendere immagini ad alta risoluzione del terreno, sviluppato dal Astrogeology Research Program dello United States Geological Survey.
- il Rock Abrasion Tool, sviluppato dalla Honeybee Robotics per scavare le rocce ed esporre gli strati interni in modo da poter essere analizzati con gli altri strumenti.

## Panoramica della missione

### Lancio
Le sonde sono state lanciate il 10 giugno (Spirit) e il 7 luglio (Opportunity), entrambe con il lanciatore Boeing Delta II dal Complesso di lancio 17 di Cape Canaveral. La possibilità di impiego di due pad ha permesso di utilizzare le finestre di lancio di 15 e 21 giorni. L'ultimo giorno possibile per il lancio di Spirit era il 19 giugno e il primo giorno possibile per il lancio di Opportunity era il 25 giugno.

### Atterraggio

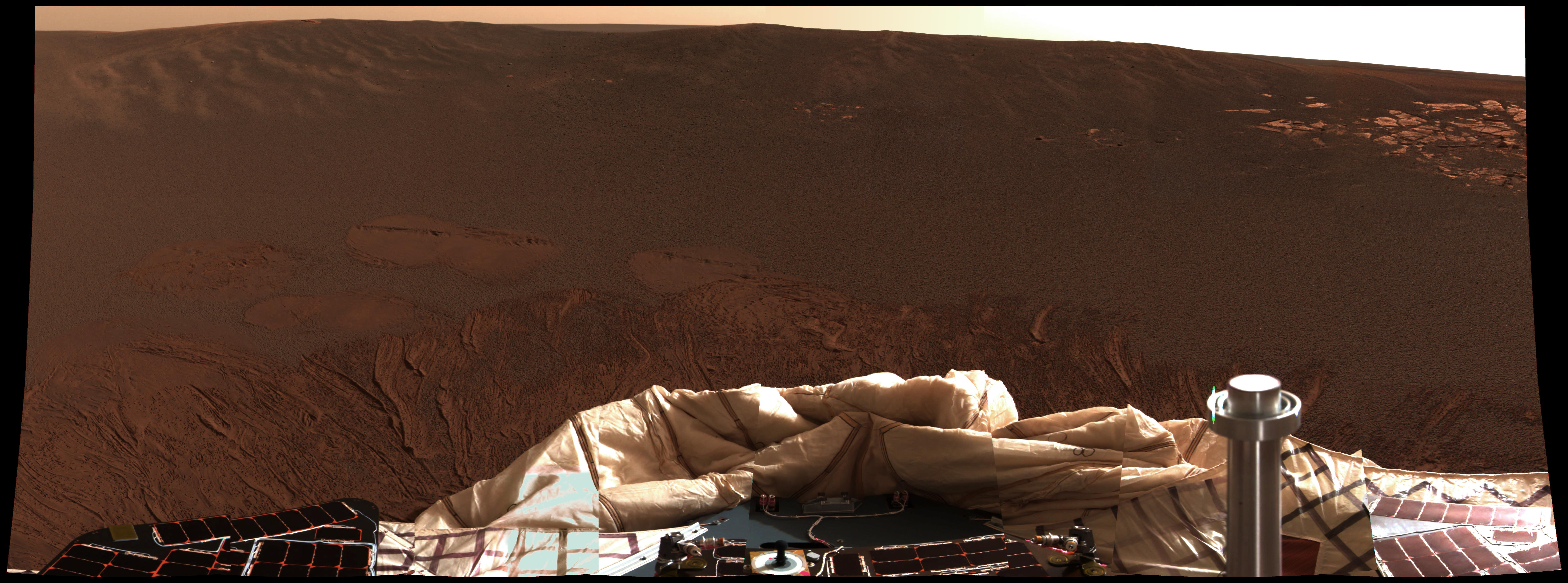
Fotografia panoramica inviata da Opportunity del luogo di atterraggio nel Meridiani Planum

Le sonde sono atterrate a gennaio 2004 in due regioni della superficie marziana distanti tra loro. Spirit si trovava nei pressi del cratere Gusev, dove giunse il 3 gennaio 2004. Il rover Opportunity si trovava nel Meridiani Planum, nei pressi dell'equatore, dove giunse il 24 gennaio 2004.

### Esplorazione
Dopo l'atterraggio, Spirit era localizzato nei pressi del cratere Gusev, un sito che si ipotizzava essere stato bagnato da acqua liquida nel passato. Il team della missione ha inviato il rover verso le Columbia Hills, un gruppo di colline distanti circa 3 km.

L'8 aprile, la NASA ha annunciato che la missione sarebbe stata estesa dai tre mesi iniziali a una durata di otto mesi. Verso la fine del mese Opportunity ha raggiunto il cratere Endurance e nei mesi successivi il cratere Victoria. Nel frattempo Spirit ha iniziato a scalare le Columbia Hills.
Il buon funzionamento dei due rover ha convinto i responsabili della missione ad estendere di altri 18 mesi le esplorazioni, fino al settembre 2006. In questo periodo, Opportunity è stato inviato ad investigare il terreno a sud del cratere Vostok. Spirit ha raggiunto sulla sommità della collina Husband Hill il 21 agosto 2005, dopo 581 sol e un percorso di 4,81 km ed ha iniziato l'esplorazione di un altopiano roccioso semicircolare battezzato Home Plate.
Il 13 marzo 2006 la ruota anteriore destra di Spirit ha smesso di funzionare, mentre il rover stava procedendo verso la collina McCool Hill. Inizialmente il problema è stato aggirato facendo procedere il rover in senso contrario, facendo quindi trascinare la ruota bloccata. Successivamente, Spirit ha raggiunto una zona sabbiosa che non era superabile. Per questo motivo il rover è stato diretto in area che presentava un leggero pendio in direzione nord, battezzata "low Ridge Haven", dove ha trascorso il lungo inverno marziano. 
Nel settembre dello stesso anno, Opportunity ha raggiunto l'orlo del cratere Victoria, e la missione dei due rover è stata estesa fino a settembre del 2007.
A giugno del 2007, Opportunity era in procinto di iniziare l'ingresso nel cratere Victoria, ma vaste tempeste di sabbia hanno rinviato l'operazione e è stato preferito attendere fino al cessare delle tempeste. L'opacità del cielo durante tali eventi limitava infatti la quantità di energia solare raccolta dai pannelli. Due mesi dopo, i rover ripresero le operazioni.
A fine agosto 2007 il rover Opportunity ha iniziato la discesa nel cratere, e lo ha esplorato fino ad agosto 2008.
A gennaio 2009, i due rover avevano inviato a Terra 250.000 immagini e avevano percorso 21 km.
Dopo essere uscito dal createre Victoria, Opportunity è stato diretto a marzo 2009 verso il cratere Endeavour.
Nel frattempo, Spirit si era bloccato su una zona dove il terreno era sabbioso.
A gennaio 2010 i due rover hanno raggiunto il traguardo del sesto anno di operazioni. Poiché nei mesi successivi i tentativi di sbloccare Spirit non hanno avuto successo, la NASA ha annunciato la trasformazione del rover in una piattaforma stazionaria di ricerca. 
A marzo dello stesso anno, Opportunity si trovava ad una distanza di 12 km dal cratere Endeavour, mentre Spirit ha terminato le sue operazioni.
L'8 settembre 2010 il rover Opportunity aveva coperto metà del percorso di 19 km tra il cratere Victoria e l'Endeavour. Ad agosto 2011 il rover Opportunity ha raggiunto il cratere Endeavour, e ha iniziato le esplorazioni delle formazioni rocciose al suo interno.
A giugno 2018, una tempesta di sabbia globale ha impedito ai pannelli solari di generare sufficiente potenza per mantenere operativo il rover. L'ultimo contatto è avvenuto il 10 giugno.
In una conferenza stampa del 13 febbraio 2019, la NASA ha dichiarato conclusa la missione del rover Opportunity.

## Risultati Scientifici

### Cratere Gusev
Anche se dalle immagini orbitali il cratere Gusev appare come il letto di un lago prosciugato, le osservazioni dalla superficie hanno mostrato che le rocce sul fondo del cratere sono di tipo basaltico, contenenti i minerali olivina, pirosseni, plagioclasio e magnetite. 
L'aspetto è simile a basalto vulcanico, con grani piccoli e porosità irregolare di tipo vug. 
La maggior parte del terreno proviene dalla disgregazione delle rocce, e in alcune punti i campioni di suolo analizzati hanno mostrato livelli abbastanza alti di nichel, probabilmente proveniente da meteorite.
Le analisi hanno mostrato che le rocce sono state lievemente alterate da picole quantità d'acqua. Il rivestimento esterno e le fessure nelle rocce suggeriscono la presenza di minerali trasportati dall'acqua, forse composti di bromo. Tutte le rocce sono rivestite da una polvere fine e uno o più strati di materiale più duro.
La quantità e i tipi di minerali sono tipici dei picrobasalti, simili alla komatiite terrestre. Altre rocce analizzate erano simili alle shergottiti, meteoriti che provengono da Marte. 
In base al sistema di classificazione Irvine-Barager, tali rocce sono catalogabili tra i basalti. Le analisi hanno mostrato che sono state leggermente alterate da piccole quantità di acqua; lo strato superficiale presente in queste rocce potrebbe essersi formato con l'interazione di polvere e piccole quantità d'acqua.
La polvere analizzata nel cratere Gusev è la stessa rilevata in altri punti del pianeta. In particolare, la povere è magnetica, perché contiene il minerale magnetite, associato spesso con il titanio. Tutta la superficie di Marte è ricoperta di uno sottile strato di polvere, forse inferiore ad un millimetro.

### Columbia Hills
Le rocce analizzate nelle Columbia Hills sono state suddivise in sei categorie, dalla composizione chimica molto diversa tra loro. La scoperta più importante è stata che tutte le rocce analizzate nelle colline Columbia Hills sono state alterate dall'acqua. Tutte erano ricche di elementi fosforo, zolfo, cloro, bromo, che sono trasportati dall'acqua. Le rocce nelle Columbia Hills contenevano olivina e solfati, in misura inversamente proporzionale tra loro. Infatti l'olivina si decompone facilmente in acqua, mentre l'acqua agevola la formazione di solfati. Per queste caratteristiche, l'olivina è un indicatore di assenza d'acqua.
La presenza di goethite è stata rilevata in altre rocce analizzate con lo spettrometro Mössbauer. Questo minerale si forma solo in presenza d'acqua, e la sua scoperta rappresenta la prima evidenza scientifica diretta della presenza passata di acqua nelle Columbia Hills. Inoltre, in queste rocce la presenza di olivina era molto inferiore.
Un tipo di terreno, soprannominato Paso Robles, conteneva grandi quantità di zolfo, fosforo, calcio e ferro. In particolare, la maggior parte del ferro era in forma ossidata.
A metà della missione di sei anni sul pianeta, il rover ha scoperto grandi quanditià di silice nel suolo. Essa potrebbe essersi formata dall'interazione del suolo con vapori acidi prodotti da attività vulcaniche in presenza di acqua o dall'interazione con acqua contenuta in sorgenti idrotermali.
Spirit ha quindi trovato evidenze della presenza di acqua nelle Columbia Hills, come la presenza di solfati, carbonati e goethite. Tuttavia non sono state trovate evidenze che supportino l'ipotesi della presenza passata di un lago nel cratere Gusev. Si pensa che il cratere sia stato ricoperto da materiale magmatico.

### Meridiani Planum

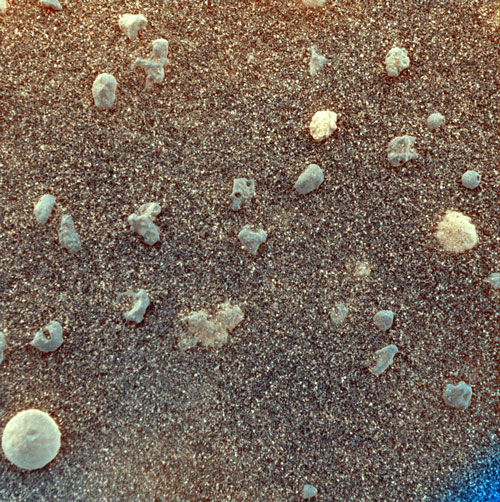
Concrezioni sferiche

Il sito di atterraggio del rover Opportunity è il cratere Eagle, nel Meridiani Planum. Questa regione pianeggiante è caratterizzata dalla presenza di grandi quantità di piccole concrezioni sferiche presenti sia nel terreno che inglobate nelle rocce. Queste sferule hanno una alta concentrazione di ematite. Queste concrezioni sono distribuite uniformemente nelle rocce, quindi devono essersi formate sul posto. Se fossero invece correlate ad attività vulcanica o meteorica sarebbero invece distribuite in strati. 
La presenza di queste sferule è una delle evidenze della presenza passata di acqua, dove esse si sono formate.
Le rocce stratificate nelle pareti del cratere sono di tipo sedimentario e le analisi hanno mostrato che principalmente contengono jarosite, un solfato ferroso che è tipicamente un evaporite, il residuo creato dall'evaporazione di un lago o mare salato.